# Spijsverteringsklier
De spijsverteringsklier of het hepatopancreas is een orgaan van het spijsverteringskanaal van geleedpotigen en weekdieren. Het biedt de functies die bij zoogdieren afzonderlijk worden verstrekt door de lever en de alvleesklier. Deze klier produceert de spijsverteringsenzymen en draagt bij aan de absorptie van voedsel.